# Plessala
Plessala (Gallo: Ploesala, bretonisch Plesala) ist eine Ortschaft und eine Commune déléguée in der französischen Gemeinde Le Mené mit 1.744 Einwohnern (Stand 1. Januar 2022) im Département Côtes-d’Armor in der Region Bretagne. Die Einwohner werden Plessaliens/Plessaliennes genannt.

## Geographie
Plessala liegt etwa 29 Kilometer südsüdöstlich von Saint-Brieuc und rund 60 Kilometer südwestlich von Saint-Malo im Zentrum des Départements Côtes-d’Armor.

## Geschichte
Wie Funde von Steinäxten aus der Jungsteinzeit belegen, ist der Ort bereits seit langer Zeit besiedelt. Zudem wurden Goldmünzen und eine bronzene Hirschfigur aus gallo-römischer Zeit ausgegraben. In einer Schenkungsurkunde an die Abtei von Boquen wurde im Jahr 1255 ein Olivier de Plesala erwähnt. In der Zeit der Französischen Revolution kam es zu heftigen Kämpfen zwischen den Chouans und Regierungstruppen. Im Jahr 1828 trat die Gemeinde zahlreiche Weiler an die Nachbargemeinden Saint-Gilles-du-Mené und Saint-Gouéno ab. Die Gemeinde gehörte von 1793 bis 1801 zum Distrikt Loudéac. Von 1801 bis 1926 war sie Teil des Arrondissements Loudéac und seither Teil des Arrondissements Saint-Brieuc.
Mit Wirkung vom 1. Januar 2016 entstand aus der Fusion aller sieben Gemeinden des Gemeindeverbandes Communauté de communes du Mené die neue Gemeinde Le Mené, zu der Plessala gehört. Die Gemeinde Plessala gehörte zum Arrondissement Saint-Brieuc und zum Kanton Plénée-Jugon.

## Bevölkerungsentwicklung
Von 1793 bis zum Beginn des Ersten Weltkriegs zählte die Gemeinde stets mehr als 3000 Einwohner. Durch die hohe Zahl der Gefallenen des Ersten Weltkriegs und die Grippewelle von 1918 sank die Bevölkerungszahl zwischen 1911 und 1921 um 572 Menschen (1911–1921: −16,1 %). Und damit erstmals unter die Marke von 3000 Bewohnern. Zwischen 1931 und der Jahrtausendwende folgte eine Jahrzehnte andauernde Landflucht (1931–1999: −39 %).
| Jahr                       | 1962 | 1968 | 1975 | 1982 | 1990 | 1999 | 2006 | 2013 |
| Einwohner                  | 2233 | 2071 | 2055 | 1979 | 1882 | 1821 | 1822 | 1834 |
| Quellen: Cassini und INSEE |      |      |      |      |      |      |      |      |

## Sehenswürdigkeiten

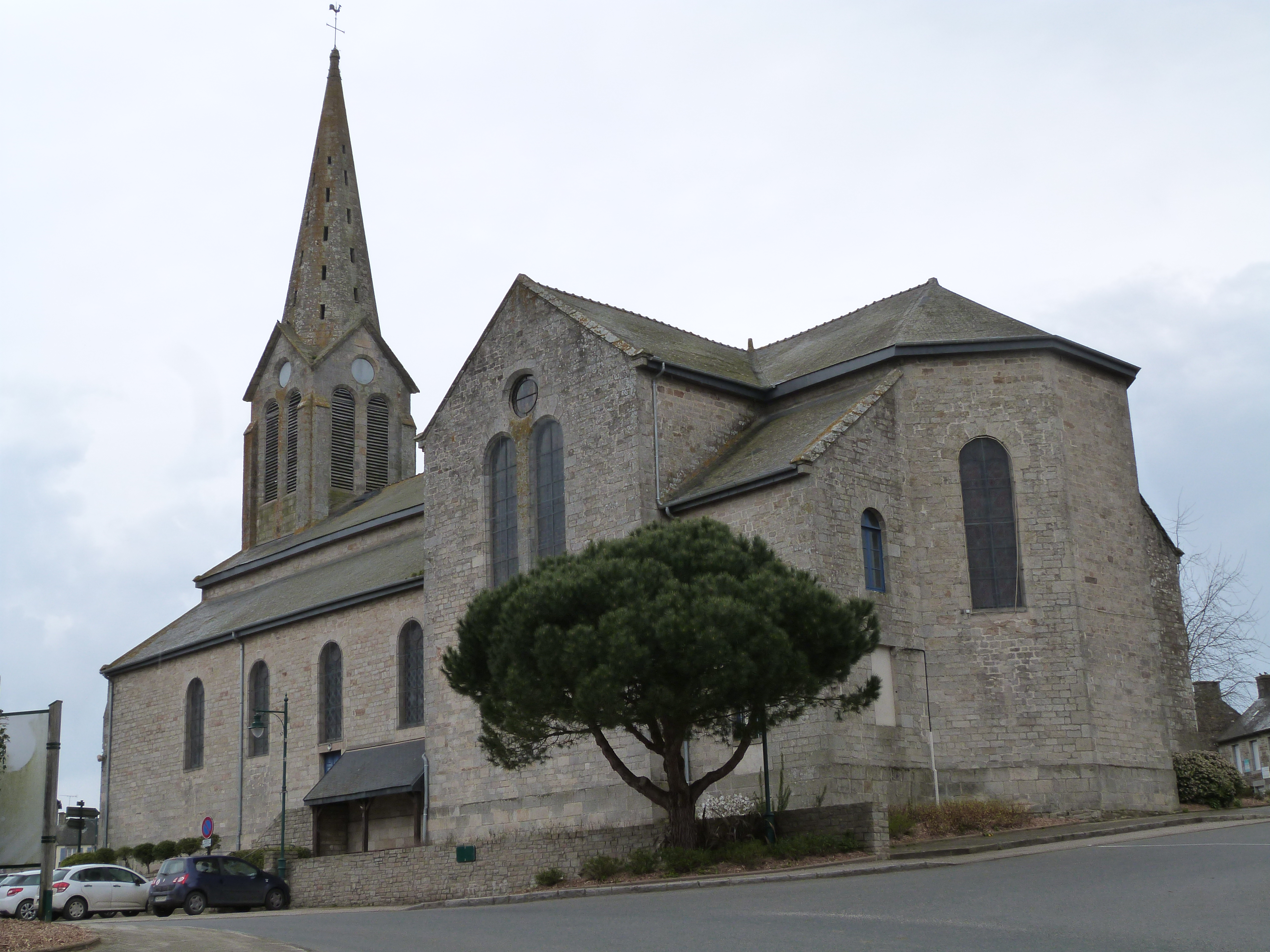
Kirche Saint-Pierre

- Kirche Saint-Pierre (erbaut 1845/1846)
- Kapelle Notre-Dame de la Hautière aus dem 17. Jahrhundert
- Kapelle Sainte-Élisabeth in Saint-Udy (älteste Teile aus dem 16. Jahrhundert)
- mehrere Kreuze: ein Steinkreuz aus dem Mittelalter, ein Wegkreuz zwischen Plessala und Longuerais (17. Jahrhundert) und Kreuze in Livoyer (1770), la Basse-Ville, Villeneuve (1789), Le Bois-Batailly (17. Jahrhundert) und la Hautière (18. Jahrhundert)
- mehrere Herrenhäuser: Manoir Livoyer (erbaut 1628), Manoir de Crénolle (auch Crénol; 17./18. Jahrhundert) und Manoir de Kerdreux (18. Jahrhundert)
- Haus von la Hautière aus dem Jahr 1693
- Landgüter Fermes du Bois-Batailly (18. Jahrhundert) und Fermes des Longuenaies aus dem Jahr 1616
- ehemalige Schule von la Hautière
- Brunnen/Quelle Sainte-Élisabeth
- Brunnen Saint-Pierre neben der Kirche
- insgesamt 17 Mühlen, darunter die Mühle von Gros-Chêne aus dem Jahr 1628
- zwei Lavoirs (ehemalige Waschhäuser) an der Kirche und in La Ville-Mérantel (18. Jahrhundert)
- Denkmal für die Gefallenen[1]

Quelle: